# Jubé de la cathédrale de Strasbourg
Le jubé de la cathédrale de Strasbourg est un monument construit vers le milieu du XIIIe siècle pour séparer le chœur et la nef. Il est démoli en 1682 lorsque la cathédrale, protestante depuis le XVIe siècle est rendue au culte catholique et adaptée aux idées de la Contre-Réforme, qui proscrit ce type de mobilier. Des fragments et une partie de sa statuaire sont progressivement redécouverts au XIXe et XXe siècles, ce qui permet d’en reconstituer deux travées à la fin des années 1930 au sein du musée de l’Œuvre Notre-Dame, où il est exposé depuis.

## Historique

### Construction
La date de construction du jubé n’est pas connue avec exactitude, mais s’inscrit dans le contexte de la reconstruction des parties orientales de la cathédrale au XIIIe siècle. La première mention d’un jubé se trouve dans une charte de 1261 et il est probable que ce monument existait déjà depuis un certain temps du fait de la mention dès 1252 de l’autel de la Ville, qui est localisé ultérieurement au centre du jubé.
Deux hypothèses de datation cohabitent : la première, plus ancienne, place la construction du jubé aux alentours de 1250, la seconde en revanche estime que le monument mentionné en 1261 n’est pas le jubé dont les fragments sont conservés. Cette théorie considère en effet que, le chœur ayant été achevé dans le dernier quart du XIIe siècle, il aurait été inenvisageable sur le plan liturgique de laisser si longtemps l’édifice sans jubé. Par ailleurs, les progrès dans la connaissance de la chronologie de la construction de la façade de la cathédrale de Reims, dont la statuaire a servi de modèle au jubé strasbourgeois, ont mis en évidence que la construction de celle-ci n’avait pas encore commencé en 1252. La source d’inspiration des sculptures n’aurait donc pas été disponible avant le début des années 1260 et la construction du jubé est donc à placer quelque part vers le milieu des années 1260. 

### Destruction
La cathédrale est convertie au culte protestant en 1527, mais le chœur, inoccupé par ceux-ci, reste dévolu aux chanoines catholiques. Le jubé sépare alors les deux communauté. Après l’annexion de Strasbourg par le royaume de France en 1681, la cathédrale est immédiatement rendue au culte catholique. Celui-ci n’est toutefois plus identique à ce qu’il était au début du XVIe siècle avec notamment l’introduction des idées de la Contre-Réforme. Les jubés ne sont de fait plus en accord avec la nouvelle doctrine et sont démolis dans de nombreuses églises. L’opération a lieu à la cathédrale de Strasbourg en 1682, sous la direction du maître d’œuvre Hans Georg Heckler. À la demande de l’évêque Guillaume-Egon de Fürstenberg, les statues sont toutefois soigneusement déposées dans le but de les réemployer plus tard à un autre endroit de la cathédrale.

### Redécouverte
Les premiers éléments du jubé sont redécouverts lors des travaux de réaménagement du chœur entre 1843 et 1853. Il s’agit alors uniquement de fragments d’architecture. Dix statues provenant du jubé sont par la suite identifiées en 1893 par Johann Knauth sous les dais ornant les tourelles d’escalier de la haute tour. L’architecte les fait alors déposer et elles rejoignent le dépôt lapidaire de l’Œuvre Notre-Dame.
Lorsque Hans Haug agrandi le musée de l’Œuvre Notre-Dame en 1937 en lui ajoutant l’hôtel du cerf, il dispose de suffisamment d’espace pour envisager une reconstitution au moins partielle du jubé. Deux travées sont ainsi construites entre 1937 et 1939, avec des éléments neufs pour la majeure partie de l’architecture, mais en réemployant la statuaire d’origine et certains fragments retrouvés. Dix ans plus tard, la statue de la Vierge est découverte dans les collections du Metropolitan Museum of Art où elle parvenue après avoir transité par l’Angleterre et un collectionneur de Sarrebourg, mais il n’est pas établi comment ce dernier est entré à l’origine en possession de l’œuvre.